# Catarina de Saxe-Lauemburgo, Duquesa de Meclemburgo
Catarina de Saxe-Lauemburgo (nascida por volta de1400 - 22 de setembro de 1450) foi Duquesa de Saxe-Lauemburgo, por nascimento, e, pelo casamento, Baronesa de Werle-Güstrow e, mais tarde, Duquesa de Meclemburgo e regente, de 1422 a 1436. Todos estes lugares estão localizados no que hoje é chamado Norte da Alemanha.
Catarina era filha de Érico IV, Duque de Saxe-Lauemburgo, e Sofia de Brunsvique-Luneburgo. Ela casou-se, primeiro, com João VII de Werle. Ele morreu em 1414, sem filhos. Então, ela se casou com o Duque João IV de Meclemburgo, em 1416. Quando João morreu, em 1422, após seis anos de casamento, ela governou até 1436, como regente de seus filhos menores de idade.
Por muito tempo, uma cartadatada de julho de 1448 foi o último documento com o nome de Catarina. Então, apareceu uma carta que sugeria que ela morreu em novembro. Por volta da virada do século, Hans Witte pôde, finalmente, provar que ela morreu no dia de São Maurício (22 de setembro), em 1450.

## Descendência
Do seu casamento com João IV, Catarina teve dois filhos:
- Henrique IV, o Gordo, Duque de Meclemburgo (1417-1477)
- João V, Duque de Meclemburgo (1418-1442)